# Adriano Antero
Adriano Antero Sousa Pinto (Cárquere, Resende, 1846 — 1934) foi um advogado e escritor português.

## Obras (seleção)
- Réprobos (1870)
- Poema do trabalho (1870)
- História Económica (1905)
- Megaclês (1922)
- A tunica de Nesso (1923)
- Direito Aéreo (1922)
- O Ramo d'Oliveira (1926)
- A vida de um rapaz alegre (1927)
- Erros Judiciários (1933)